# 小池正明寺町
小池正明寺町（こいけしょうめいじちょう）は、愛知県稲沢市の地名。

## 地理

### 河川・池沼
- 福田川

### 交通
- トチノキ通り

### 施設
- 稲沢市立小正小学校

### 字一覧
| 現行字                 | 1882年（明治15年）当時     |
| ---------------------- | -------------------------- |
|                        | 北反田（きたたんた）       |
|                        | 大門西（だいもんにし）     |
|                        | 上間（しやうま）           |
|                        | 西畑（にしはた）           |
|                        | 御供所（ごこしよ）         |
|                        | 寺裏（てらうら）           |
|                        | 北屋敷（きたやしき）       |
|                        | 中屋敷（なかやしき）       |
|                        | 宮西（みやにし）           |
|                        | 小沢田（こさはた）         |
|                        | 高縄手（たかなはて）       |
|                        | 餅柳（もちやなぎ）         |
|                        | 大島（ををしま）           |
|                        | 立干（たてぼし）           |
| ヲアト（おあと）       | ヲアト                     |
| 鍵田（かぎた）         | 鍵田（かぎた）             |
| 西長田（にしちようだ） | 西長田（にしながた）       |
|                        | ヱビス                     |
|                        | 東長田（ひがしなかた）     |
| 下長田（しもちようだ） | 下長田（しもなかた）       |
| 千束（せんぞく）       | 千束（せんつか）           |
|                        | 島崎（しまざき）           |
|                        | 柿添（かきそへ）           |
|                        | 市場（いちば）             |
|                        | 市場裏（いちばうら）       |
|                        | 塔ノ越（とうのこし）       |
|                        | 吹揚（ふきあけ）           |
|                        | 治郎丸前（じろまるまへ）   |
|                        | 南海道（みなみかいどう）   |
|                        | ヌカス                     |
|                        | 花地（はなじ）             |
|                        | 小田井畑（をたいはた）     |
|                        | 藤ノ木（ふじのき）         |
|                        | 北畑（きたはた）           |
|                        | 馬場之切（ばばのきり）     |
|                        | 寺屋敷（てらやしき）       |
|                        | ハサバ                     |
|                        | 西池田（にしいけた）       |
|                        | 五反田（ごたんだ）         |
|                        | 苅田（かりた）             |
|                        | 長束浦（なつかうら）       |
|                        | 金田（かねた）             |
|                        | 下川田（しもかはた）       |
|                        | 土手添（どてそへ）         |
|                        | 幸田（こうた）             |
|                        | 寺田（てらた）             |
|                        | ハビロ                     |
|                        | ナカレ                     |
|                        | 八反田（はつたんだ）       |
|                        | アカタ                     |
|                        | 地蔵寺東（しそうしひかし） |
|                        | コテ畑（はた）             |
|                        | 北番所（きたばんしよう）   |
|                        | 大木野（ををきの）         |
|                        | 小崎（こさき）             |
|                        | 西古杁（にしふるいり）     |
|                        | 東古杁（ひがしふるいり）   |
|                        | 上川田（かみかはた）       |
|                        | 中河原（なかかはら）       |
| 東川田（ひがしかわた） | 東川田（ひかしかはた）     |
|                        | 青田（あをた）             |
|                        | シノキ                     |
|                        | 地蔵寺（じぞうじ）         |
|                        | 四十八（しじうはち）       |
|                        | 石田（いした）             |
|                        | 北小森（きたこもり）       |
|                        | 南小森（みなみこもり）     |
|                        | 池（いけ）                 |
| 北街道（きたかいどう） |                            |

### 学区
|                | 小学校               | 中学校               | 高等学校 |
| -------------- | -------------------- | -------------------- | -------- |
| 字北街道を除く | 稲沢市立小正小学校   | 稲沢市立稲沢中学校   | 尾張学区 |
| 字北街道       | 稲沢市立稲沢東小学校 | 稲沢市立治郎丸中学校 | 尾張学区 |

## 歴史

### 沿革
- 1889年（明治22年） - 中島郡小池正明寺村が、同郡一治村大字小池正明寺となる[2]。
- 1906年（明治39年） - 稲沢町大字小池正明寺となる[2]。
- 1904年（明治37年） - 東海道本線稲沢駅が開業[2]。
- 1928年（昭和3年） - 地内を名鉄名古屋本線が開通[2]。
- 1931年（昭和6年） - 稲沢町役場が設置される[2]。
- 1938年（昭和13年） - 特殊軽合金が工場を設置[2]。
- 1947年（昭和22年） - 稲沢市立稲沢中学校が設置される[2]。
- 1958年（昭和33年） - 稲沢市小池正明寺町となる[2]。
- 1969年（昭和44年） - 一部が菱町に編入される[2]。
- 1970年（昭和45年） - 稲沢市役所が重本町に移転[2]。
- 1972年（昭和47年） - 一部が幸町に編入される[2]。
- 1975年（昭和50年） - 稲沢市役所跡地に総合文化センター・小正市民センター・稲沢市立図書館が設置される[2]。
- 1978年（昭和53年） - 県道が開通[2]。
- 1980年（昭和55年）～1984年（昭和59年） - 御供所町・駅前・正明寺・小池・長野・国府宮にそれぞれ編入される[2]。
- 1981年（昭和56年） - 稲沢市立小正小学校が設置される[2]。

### 人口の変遷
国勢調査による人口および世帯数の推移。
| 1995年（平成7年）  | 7世帯 25人  |  |
| 2000年（平成12年） | 8世帯 26人  |  |
| 2005年（平成17年） | 8世帯 27人  |  |
| 2010年（平成22年） | 17世帯 63人 |  |
| 2015年（平成27年） | 18世帯 62人 |  |
| 2020年（令和2年）  | 17世帯 57人 |  |

### WEB
1. ↑  “愛知県稲沢市の町丁・字一覧”.   人口統計ラボ. 2023年5月5日閲覧。
2. 1 2  総務省統計局 (2022年2月10日). “令和2年国勢調査の調査結果(e-Stat) - 男女別人口，外国人人口及び世帯数－町丁・字等” (CSV). 2023年8月2日閲覧。
3. ↑  “読み仮名データの促音・拗音を小書きで表記するもの(zip形式) 愛知県” (zip).   日本郵便 (2024年2月29日). 2024年3月26日閲覧。
4. ↑  “市外局番の一覧” (PDF).   総務省 (2022年3月1日). 2022年3月22日閲覧。
5. ↑  “ナンバープレートについて”.   一般社団法人愛知県自動車会議所. 2024年1月21日閲覧。
6. 1 2 3 4 5 6 7  “愛知県稲沢市小池正明寺町の住所一覧”.   ゼンリン. 2024年5月30日閲覧。
7. 1 2 3 4  稲沢市役所 教育委員会事務局 学校教育課 学習支援グループ (2020年4月9日). “住所50音順通学区域（小・中学校）”.   稲沢市. 2024年5月30日閲覧。
8. ↑  総務省統計局 (2014年3月28日). “平成7年国勢調査の調査結果(e-Stat) - 男女別人口及び世帯数 －町丁・字等” (CSV). 2021年7月20日閲覧。
9. ↑  総務省統計局 (2014年5月30日). “平成12年国勢調査の調査結果(e-Stat) - 男女別人口及び世帯数 －町丁・字等” (CSV). 2021年7月20日閲覧。
10. ↑  総務省統計局 (2014年6月27日). “平成17年国勢調査の調査結果(e-Stat) - 男女別人口及び世帯数 －町丁・字等” (CSV). 2021年7月21日閲覧。
11. ↑  総務省統計局 (2012年1月20日). “平成22年国勢調査の調査結果(e-Stat) - 男女別人口及び世帯数 －町丁・字等” (CSV). 2021年7月21日閲覧。
12. ↑  総務省統計局 (2017年1月27日). “平成27年国勢調査の調査結果(e-Stat) - 男女別人口及び世帯数 －町丁・字等” (CSV). 2021年7月21日閲覧。

### 書籍
1. 1 2 3 4 5 6 7 8 9 10 11 12 13 14 15 16 17 18 19 20 21 22 23 24 25 26 27 28 29 30 31 32 33 34 35 36 37 38 39 40 41 42 43 44 45 46 47 48 49 50 51 52 53 54 55 56 57 58 59 60 61 62 63 64 65 66 67 68  『地名学選書 愛知県地名集覧（原題）明治十五年愛知県郡町村字名調』1932年愛知県教育会刊、日本地名学研究所（1969年5月30日）復刻、60頁。明治15年4月5日中島郡長日比野明報告。
2. 1 2 3 4 5 6 7 8 9 10 11 12 13 14 15  「角川日本地名大辞典」編纂委員会 1989, p. 530.